# St. Cyriakus (Dürnau)

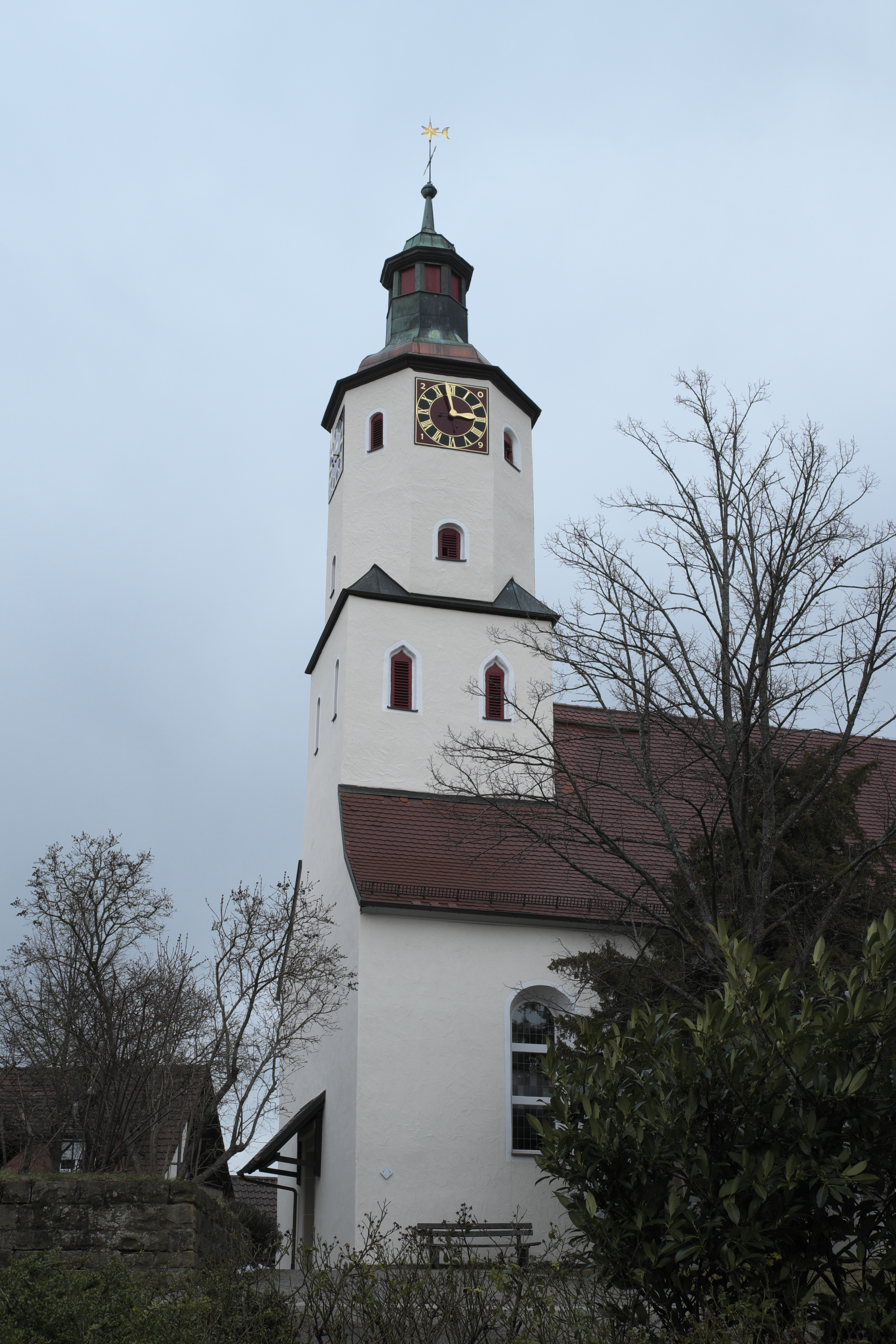
St. Cyriakus in Dürnau

Die Kirche St. Cyriakus und St. Kilian ist das älteste Gotteshaus in Dürnau im Landkreis Göppingen.

## Bauwerk
Das Bauwerk stammt aus der Zeit der Gotik und wurde 1583 erweitert. 1649 ließ Christoph Martin von Degenfeld das stark beschädigte Schloss wieder aufbauen und die Kirche sanieren. Die Kiesersche Forstkarte von 1683 zeigt die Cyriakskirche mit einem dreigliedrigen Turm (Höhe: 31 m) mit achteckigem Turmhelm.
Die Wetterfahne besteht aus einem Stern und Halbmond, einem Symbol das auf vielen Kirchtürmen im südwestdeutschen Raum zu finden ist und mit an Sicherheit grenzender Wahrscheinlichkeit und entgegen der Legende keine Trophäe aus dem Krieg gegen die Türken im Auftrag der Republik Venedig ist.

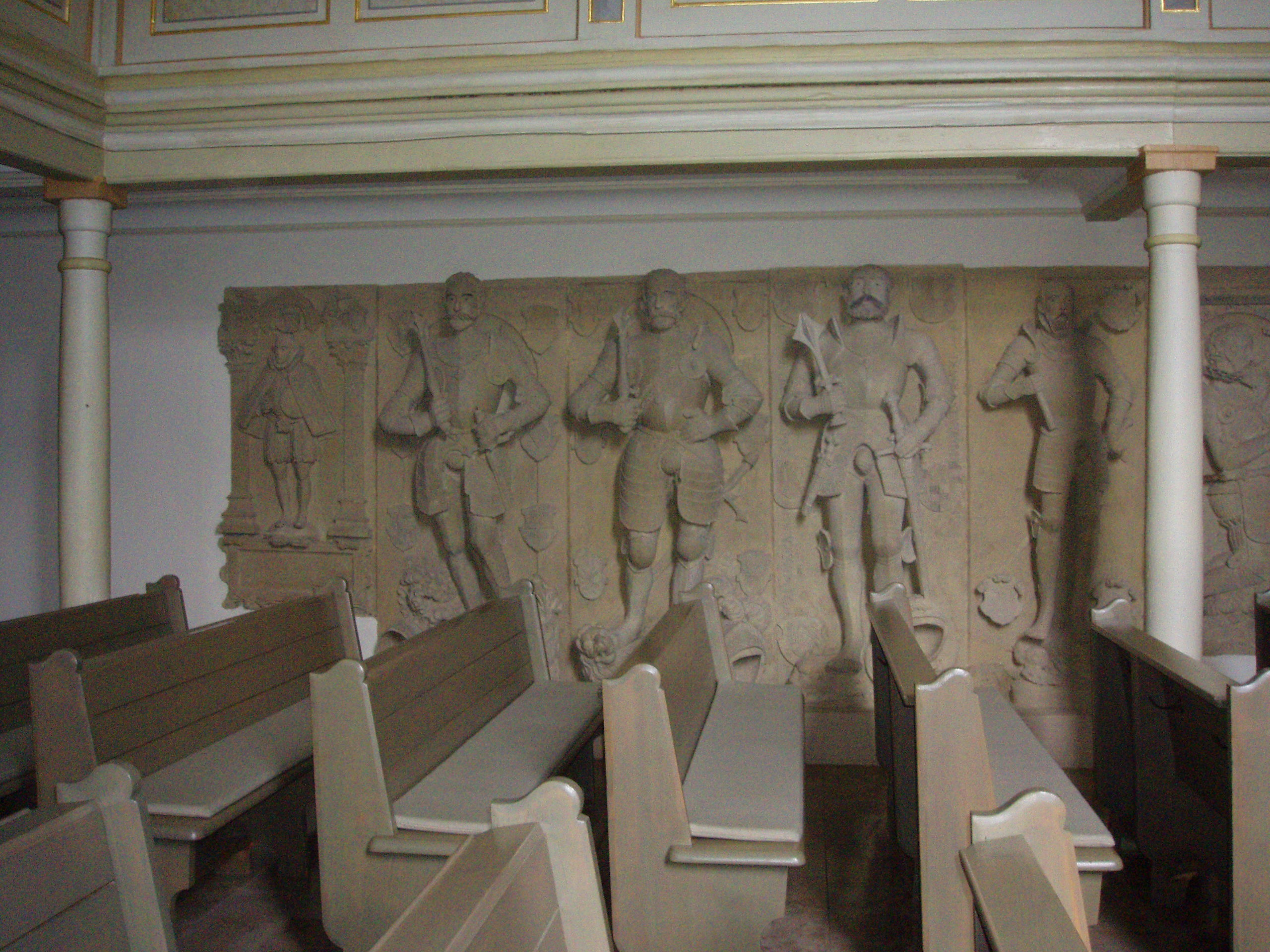
Epitaphe der Zillenhardter

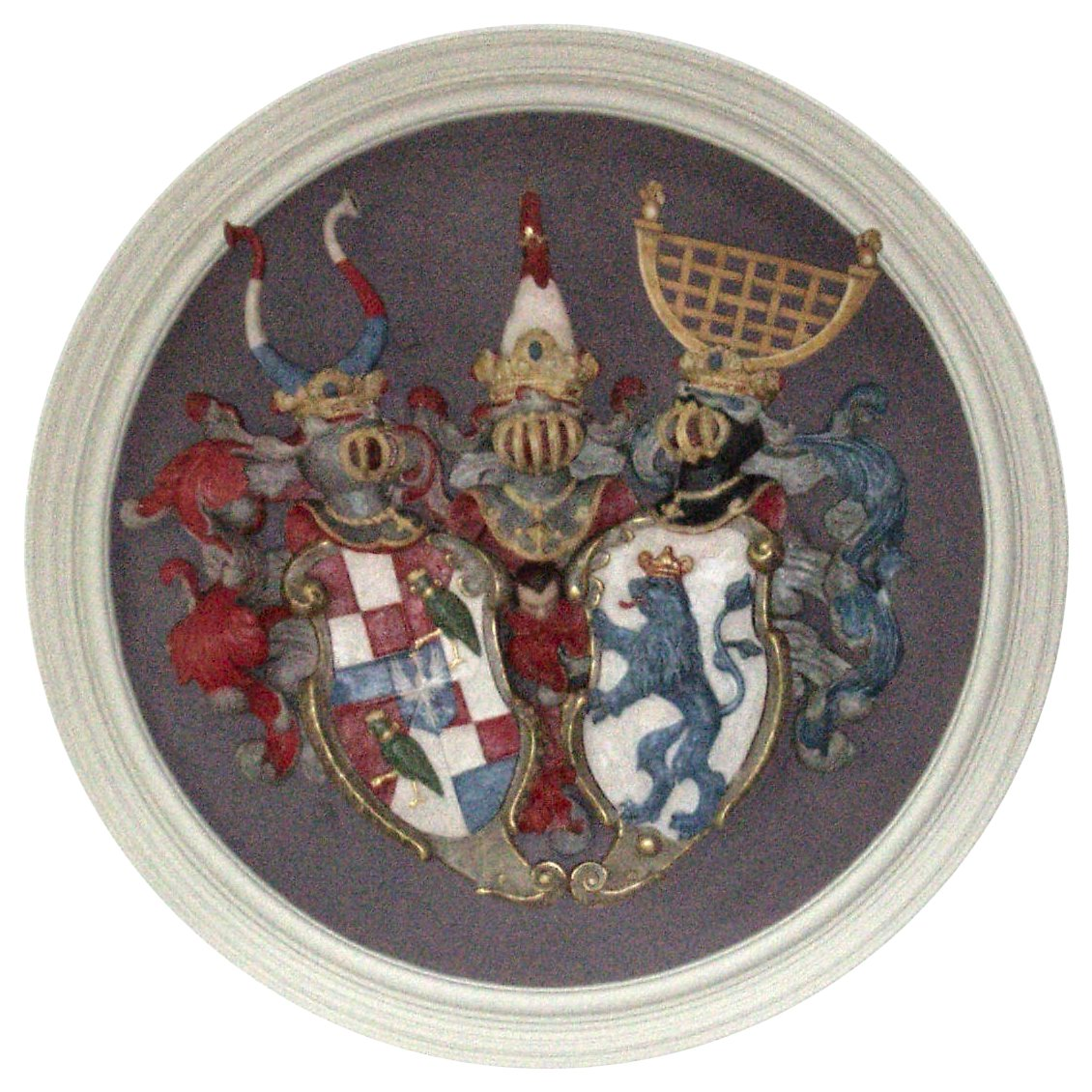
Das Allianzwappen

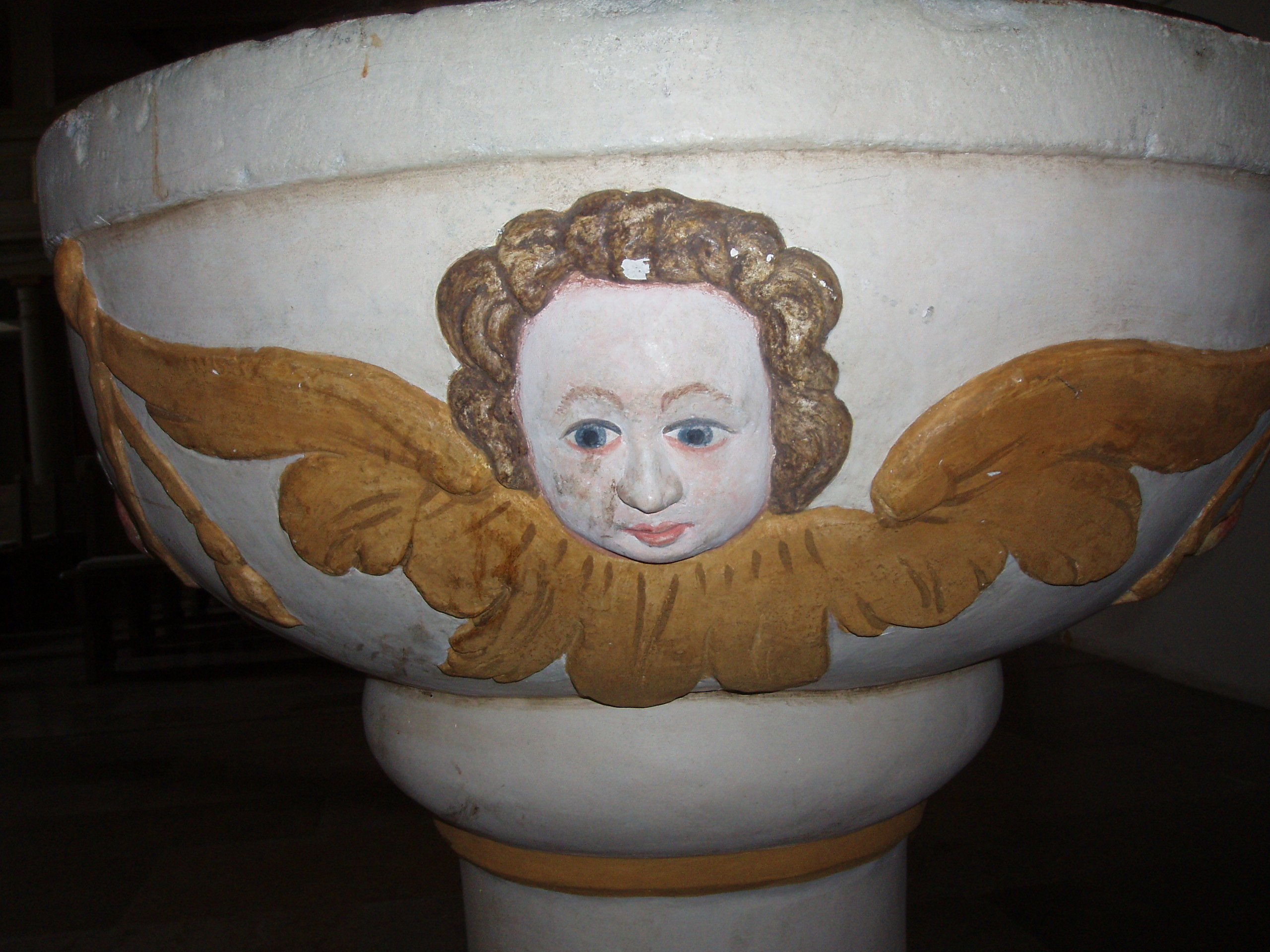
Der Taufstein aus der Spätrenaissance

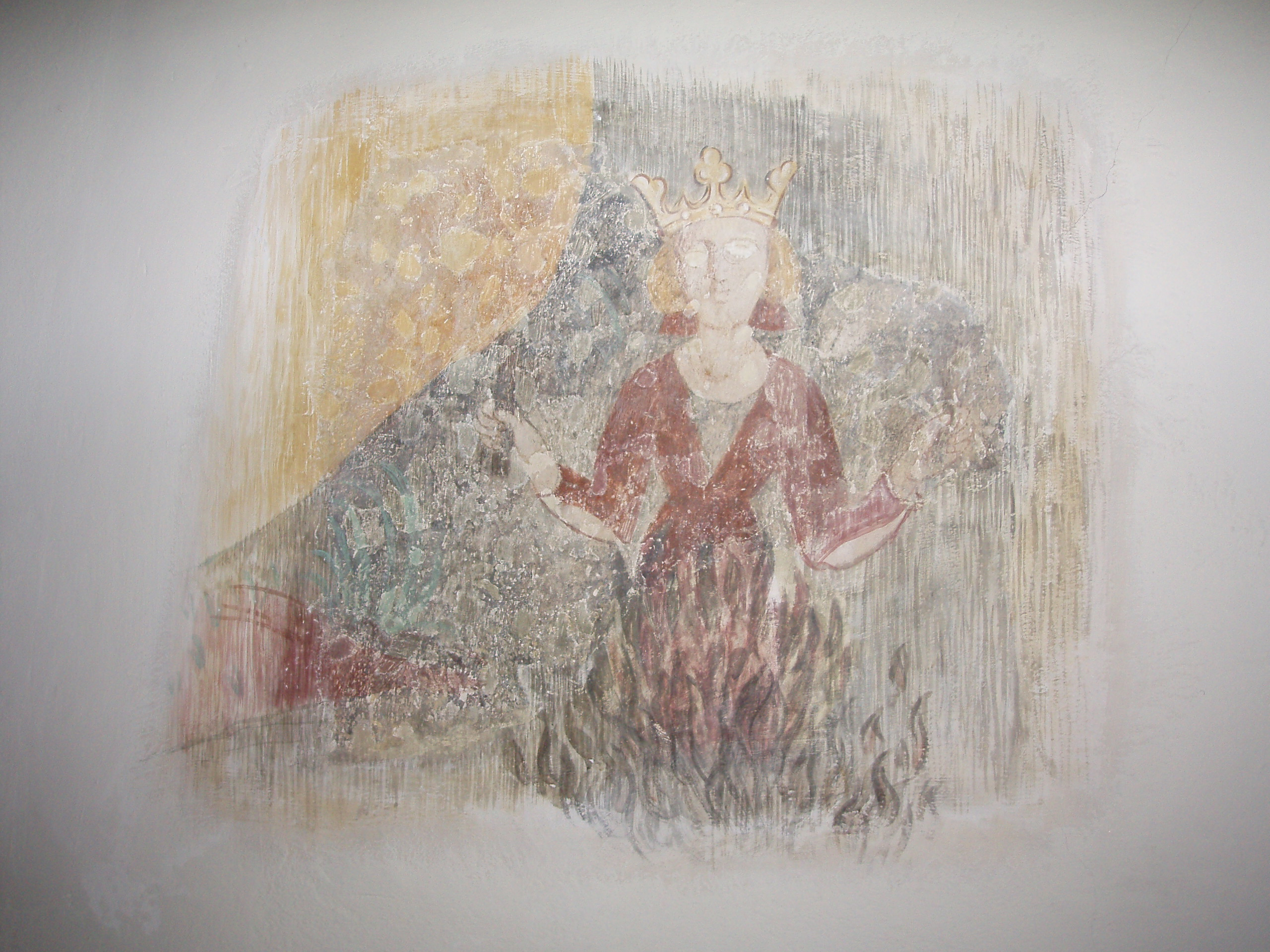
Gotische Wandmalerei aus der Zeit um 1500

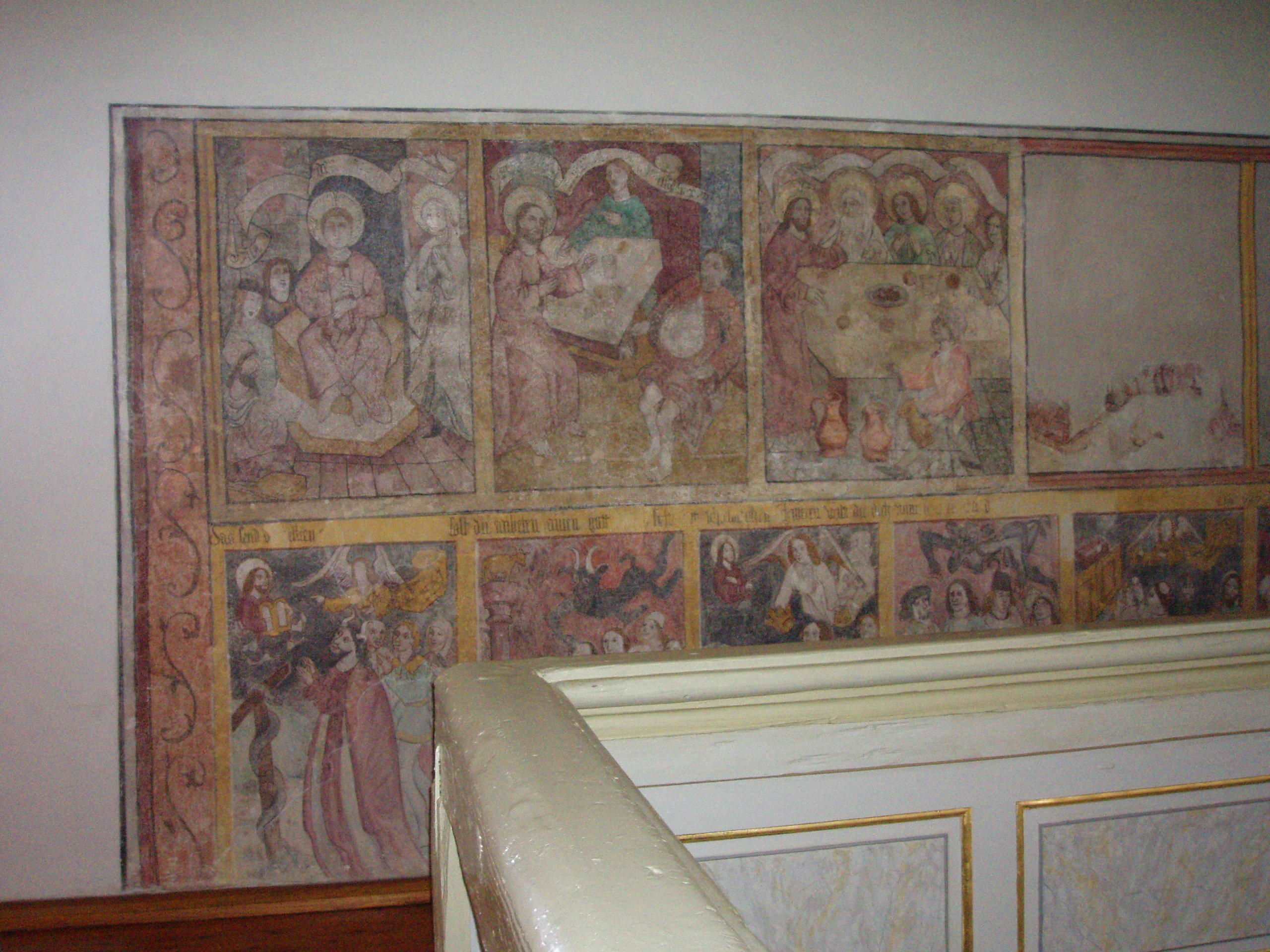
Blick von der Empore auf Wandmalereien

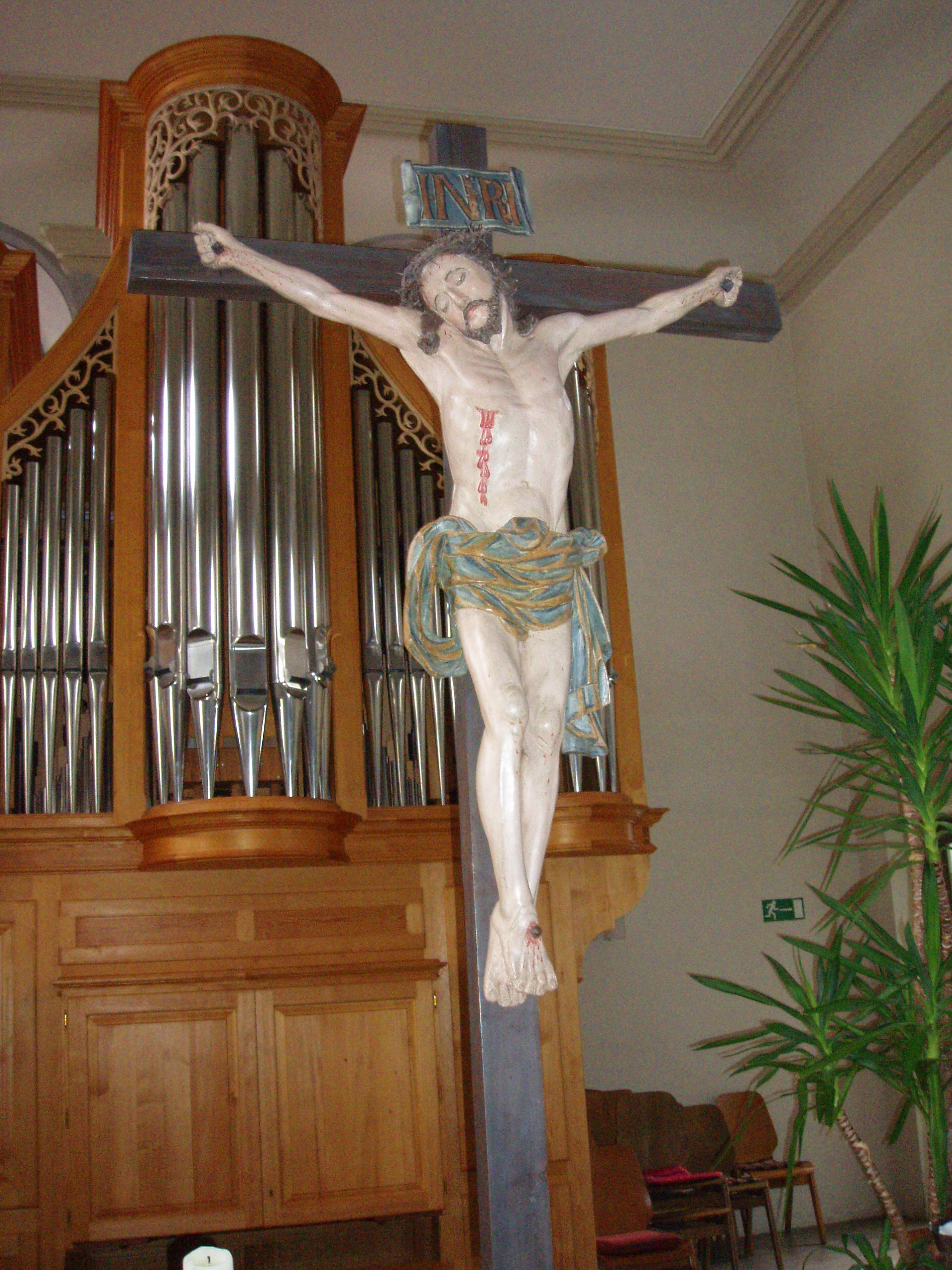
Das Kruzifix von 1711

Der in den 1960ern sanierte rechteckige Innenraum hat fünf Zugänge. Spuren der farbigen Stuckarbeiten aus der Zeit der Spätrenaissance sind erhalten, ebenso Überreste gotischer Wandmalereien. An der linken Wand unter der nördlichen Empore befinden sich heute die Epitaphe der Zillenhardter Ritter; ursprünglich wurden sie liegend im östlichen Teil der Kirche aufbewahrt. Sie sind aus Sandstein gearbeitet, Spuren der ursprünglich farbigen Fassung sind noch zu erkennen. Von rechts nach links aufgereiht sind die Epitaphe von Wilhelm II. von Zillenhardt, der 1530 starb, Hans Wolf von Zillenhardt, einem Beamten in württembergischen Diensten, der Stuttgart durch sein Verhandlungsgeschick 1546 vor der Vernichtung durch Feuer rettete und 1557 starb, Wolfgang von Zillenhardt, der die Familie des Juden Lazarus in Dürnau anzusiedeln versuchte, und vom letzten männlichen Zillenhardter Wolf Niklas, mit dem die Linie 1623 unterging. Außerdem ist das Epitaph des zehnjährigen Edelknaben Wilhelm, der 1577 starb, sowie das des Friedrich Jakob von Anweil zu sehen. Es befindet sich zwischen denen Wilhelms II. und Christoph Martins, denn neben den Sandsteinepitaphen befindet sich ein weiteres Epitaph aus rotem Marmor. Es ist Christoph Martin von Degenfeld gewidmet und wurde von dreien seiner Söhne gestiftet. Vermutlich wurde es von einem italienischen Künstler gestaltet. Es zeigt die allegorischen Figuren Minerva, Concordia und Caritas sowie die Wappen der Degenfelder und derer von Adelmannsfelden.
An der Decke der Kirche findet man diese Wappen nochmals wieder, vereint in einem Allianzwappen des Christoph Martin von Degenfeld und seiner Gattin von Adelmannsfelden. Im Degenfelder Wappen befindet sich seit der Erhebung Christoph Martins in den Freiherrenstand 1625 ein silberner Adler. Die bekrönten grünen Sittiche stammen aus der Zeit Christophs von Degenfeld, der sie aus dem Wappen seiner Gattin Barbara von Stammheim übernahm. Der Kopf der männlichen Figur, der zwischen den beiden herzförmig arrangierten Wappen hervorschaut, ist ungedeutet. Ein blauer steigender Löwe mit zwei Schweifen gehört zum Wappen derer von Adelmannsfelden. Als Helmzier dienen dem Degenfelder Wappen Büffelhörner, dem der Adelmannsfeldener ein halbes goldenes Sieb mit Straußenfedern.
Bei der Renovierung der Kirche 1967 wurden die alten Wandmalereien freigelegt. Sie stammen z. T. noch aus der Zeit um 1500 und sind teilweise durch den Einbau des Grafenstandes 1617 zerstört worden. Bildfelder, die von der nördlichen Empore aus am besten zu betrachten sind, zeigen in der oberen Reihe Szenen aus dem Leben Jesu. Erkennbar sind noch der zwölfjährige Jesus im Tempel, Jesus in Nazaret und die Hochzeit zu Kana. In der unteren Reihe werden in Doppelbildern die ersten vier Gebote veranschaulicht. Interessant ist die Darstellung einer Teufelin, die so selten zu finden ist. Die Krypta der Kirche wurde bei Renovierungsarbeiten in den 1950er Jahren zugeschüttet.

## Geläut
Die Kirche St. Cyriak hat heute ein Geläut mit den Tönen f-g-b. Die große Glocke mit einem Gewicht von ca. 900 kg wurde im Jahr 1786, nachdem sie einen Sprung gehabt hatte, in Stuttgart von Carl Fridrich Blüher umgegossen. Sie wurde im Zweiten Weltkrieg zum Umschmelzen aus dem Turm genommen. Glücklicherweise kam es jedoch nicht mehr zu dieser Zerstörung und die Glocke wurde 1947 zufällig in Hamburg wiederentdeckt und nach Dürnau zurückgebracht. Die mittlere Glocke wurde schon im Ersten Weltkrieg umgeschmolzen. Ihre 1928 von einem Schweizer gestiftete Nachfolgerin erlitt dieses Schicksal im Zweiten Weltkrieg und wurde 1969 ersetzt. Die kleine Glocke wurde 1849 gegossen und im Zuge der Kirchensanierung 1968/69 umgegossen.

## Orgeln
Von 1716 bis 1880 wurde in der St. Cyriakskirche eine wohl 1616 erbaute Orgel verwendet, die dann einem Instrument von Johann-Georg Schäfer aus Göppingen weichen musste. Diese Schäfer-Orgel wurde auf der östlichen Empore des Gotteshauses untergebracht und 1997 auf den Grafenstand versetzt, als die neue Orgel, Regina Nova, eingebaut wurde. Die Schäfer-Orgel hat 16 Register auf zwei Manualen und Pedal. Die Spiel- und Registertrakturen sind pneumatisch
| I Manual C–f3 |            |    |
| 1.            | Principal  | 8′ |
| 2.            | Gedeckt    | 8′ |
| 3.            | Salicional | 8′ |
| 4.            | Oktave     | 4′ |
| 5.            | Quintatön  | 4′ |
| 6.            | Schwiegel  | 2′ |
| 7.            | Mixtur III |    |

| II Manual C–f3 |                 |       |
| 8.             | Principalflöte  | 8′    |
| 9.             | Ital. Principal | 4′    |
| 10.            | Flöte           | 4′    |
| 11.            | Superoktave     | 2′    |
| 12.            | Quinte          | 1 ⁄3′ |
| 13.            | Cimbel III      |       |
| 14.            | Bassoni Haubocs | 8′    |

| Pedal C–d1 |            |     |
| 15.        | Subbass    | 16′ |
| 16.        | Choralbass | 4′  |

- Koppeln: II/I, II 16′/I, I/P, II/P
- Spielhilfen: Feste Kombinationen (p, mf, tutti), Generalkoppeln

1992 wurde durch die Orgelbauwerkstatt Scharfe (Bünzwangen) eine neue Orgel errichtet. Die neue „Regina-Nova“-Orgel hat 17 Register (1000 Pfeifen) und einen Zimbelstern.

## Geschichte und Konfessionen
Erstmals erwähnt wird eine Kirche in Dürnau – damals noch „Durnon“ – indirekt im Jahr 1275 in einer Auflistung der säumigen Steuerzahler des Bistums Konstanz. Eingetrieben wurde damals Geld für einen Kreuzzug, der auf der Synode von Lyon 1245 beschlossen worden war. Es ist jedoch anzunehmen, dass schon vor 1275 eine Kirche oder Kapelle in Dürnau existierte.
Um 1150 führte die Pilgerbruderschaft St. Matthias eine Wallfahrt von Gammelshausen bzw. Boll nach Trier durch; Initiatorin dürfte Berta von Boll gewesen sein. Auf sie geht auch das erste Patrozinium in Dürnau, St. Cyriakus, zurück. Das zweite, St. Kilian, dürfte aus der Stauferzeit stammen.
Seit 1358 stand die Dürnauer Kirche unter dem Patronat von Adelberg, das 1535 reformiert wurde. Doch Dürnau blieb zunächst noch katholisch. Erst 1543 durften die ersten Bauern den reformierten Gottesdienst in Boll besuchen und 1545 wurde der erste evangelische Pfarrer, Johann Ulrich Löblin, in Dürnau eingesetzt. Er blieb indes wegen der schlechten wirtschaftlichen Voraussetzungen nicht lange, so dass Dürnau für eine Interimszeit von 1549 bis 1572 wieder katholisch wurde. 1623 starb die männliche Linie der Herren von Zillenhardt aus und Dürnau ging an die Degenfelder über. Hannibal von Degenfeld vertrieb 1682 den evangelischen Pfarrer Johannes Schrötlein aus der Gemeinde und bedrohte ihn mit dem Tod. Er stiftete Inventar für den katholischen Gottesdienst und ließ den Chorraum der Kirche zum alleinigen Gebrauch für die Katholiken absperren. Der Rest der Kirche blieb beiden Konfessionen zugänglich. Die bisher selbstständige evangelische Pfarrei von Dürnau wurde zur Filiale, die abwechselnd von Lotenberg und von Uhingen aus betreut wurde. 1711 allerdings wurde per Gerichtsurteil entschieden, dass Hannibals Verkauf des gesamten Rittergutes Dürnau/Gammelshausen an Bayern im Jahr 1684 nicht rechtmäßig gewesen war. Die Hälfte des Gutes ging daher an das Haus Degenfeld zurück (1770 konnten die Degenfelder auch die andere Hälfte von Bayern zurückkaufen), woraufhin auch wieder eine evangelische Pfarrstelle geschaffen werden konnte. St. Cyriakus stand ab diesem Zeitpunkt beiden Konfessionen gleichberechtigt zur Verfügung. Das Kruzifix im Kirchenraum stammt aus dieser Zeit. Es wurde von einem Bartholomäus Riegger, wohl einem Enkel von Balthasar Riecker, in Schwäbisch Gmünd geschaffen und von dem Maler Hans Jacob Hayd aus Salach bemalt. 1811 wurden die Kirche und der Turm durch einen Blitzeinschlag beschädigt. 
1804 verlor die immer kleiner gewordene katholische Gemeinde in Dürnau mit dem Wegzug der Kapuziner ihren letzten Geistlichen. Zwanzig Jahre später verkaufte sie den auf Hannibals Aktion von 1682 zurückgehenden Altar an die evangelische Gemeinde und baute an der Nordseite der Kirche einen neugotischen eigenen Altar ein. Dieser „katholische Altar“ befand sich bis 1964 in St. Cyriakus. Dann wurde er in einer Nacht-und-Nebel-Aktion von den katholischen Jungmännern abgebaut. Heute ist er im Turm der St. Michaelskirche untergebracht, die errichtet wurde, nachdem durch den Zuzug von Heimatvertriebenen nach dem Zweiten Weltkrieg die katholische Gemeinde wieder stark angewachsen war.

### Glaubensstreitigkeiten und Nichtchristen in Dürnau

#### Der Jude Lazarus
Wolfgang von Zillenhardt gestattete aus Geldnot 1582 einer jüdischen Familie, deren Oberhaupt Lazarus hieß, gegen eine jährliche Bezahlung von 25 Gulden den Aufenthalt in Dürnau. Allerdings kam es bald zu Beschwerden aus der Bevölkerung, die Lazarus ihr Armenhaus hatte abtreten müssen, und der württembergische Herzog Ludwig von Wolf befahl wohl zur Freude des damaligen Dorfpfarrers Georg Eninger die „Abschaffung des Juden“, über dessen weiteres Schicksal nichts bekannt ist. Der Fall wurde 1942 von der Nazipropaganda wieder aufgenommen.

#### Die Türkin Anna Dorothea Neugeborin
Glimpflicher ging man mit einem ursprünglich sicher dem Islam anhängenden Mädchen um, das 1649 Christoph Martin von Degenfeld von seinen Balkanfeldzügen mitgebracht hatte. Es wurde, wohl im Schloss, 1651 auf den Namen Anna Dorothea Neugeborin getauft, ist 1665 erstmals als Taufpatin erwähnt und heiratete 1667 einen ortsansässigen Witwer mit sechs Kindern. Anna Dorothea zog nicht nur diese Kinder, sondern auch acht eigene, die sie ihrem Mann Christoph Demmerer gebar, auf. Sie starb 1692.

#### Württemberger und Degenfelder – Kirchenstreit 1671
Christoph Martins ältester Sohn, Ferdinand der Blinde, verlangte 1671, dass am Ende jedes Gottesdienstes in Gammelshausen zwar für seine Familie, nicht aber für die des württembergischen Herzogs ein Gebet gesprochen werde. Da die Geistlichen jedoch unter dem Patronat des Herzogs in Stuttgart standen, wehrten sie sich gegen dieses Ansinnen und es kam zu einem Kirchenstreit, der sich bis zu einer Absage aller Gottesdienste und der Schließung der Kirche an Pfingsten 1672 zuspitzte. Ferdinand drohte mit Waffengewalt, falls diesem Gottesdienstverbot nicht entsprochen werde, lenkte aber 1674 ein und gestattete, dass wieder Gottesdienste abgehalten wurden, wenn für keine der beiden Herrschaften gebetet wurde.

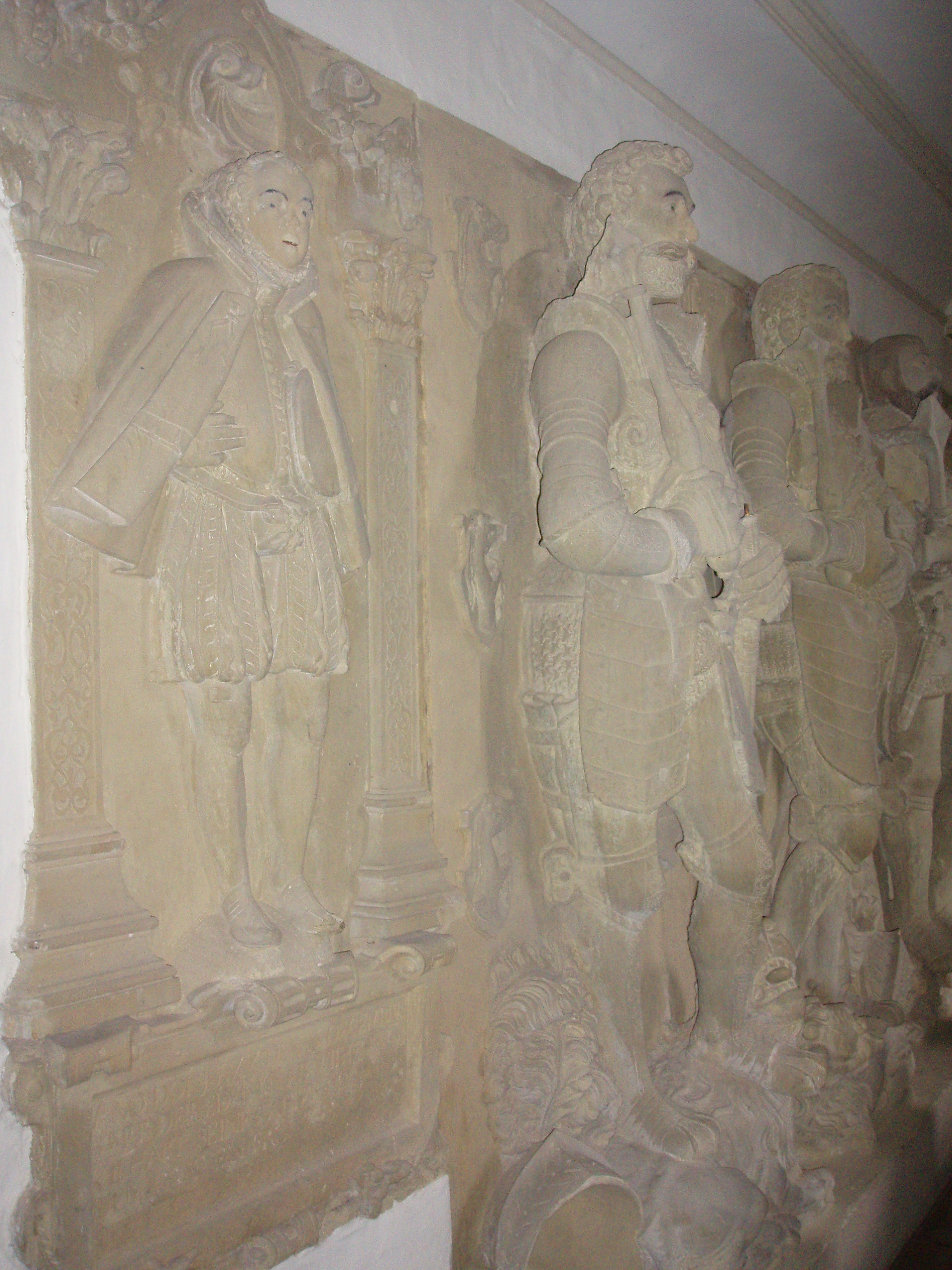
Epitaphreihe von links, im Vordergrund Edelknabe Wilhelm
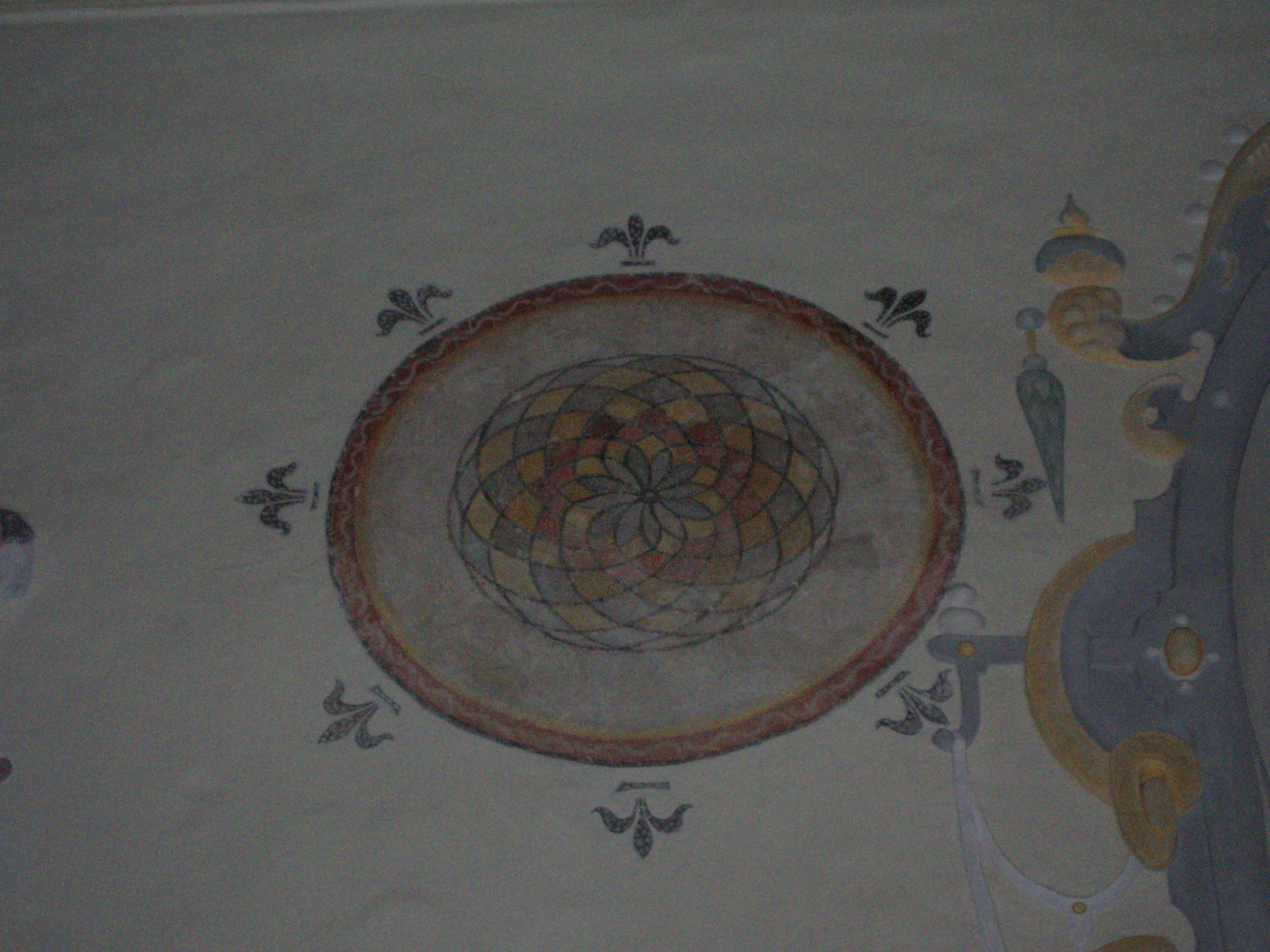
Wandschmuck aus verschiedenen Epochen: links Gotik, rechts Renaissance
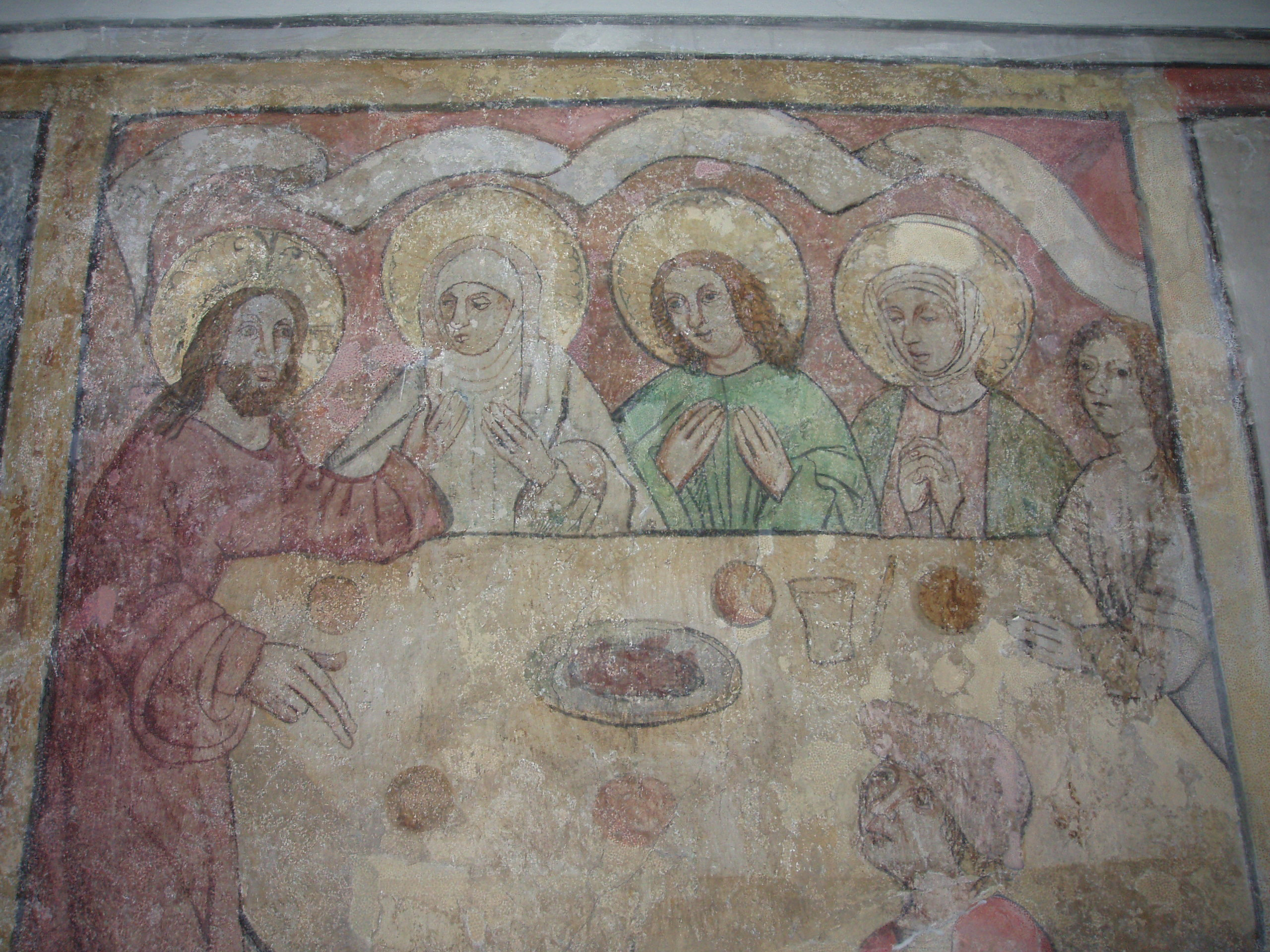
Wandmalerei im Detail: Hochzeit zu Kana
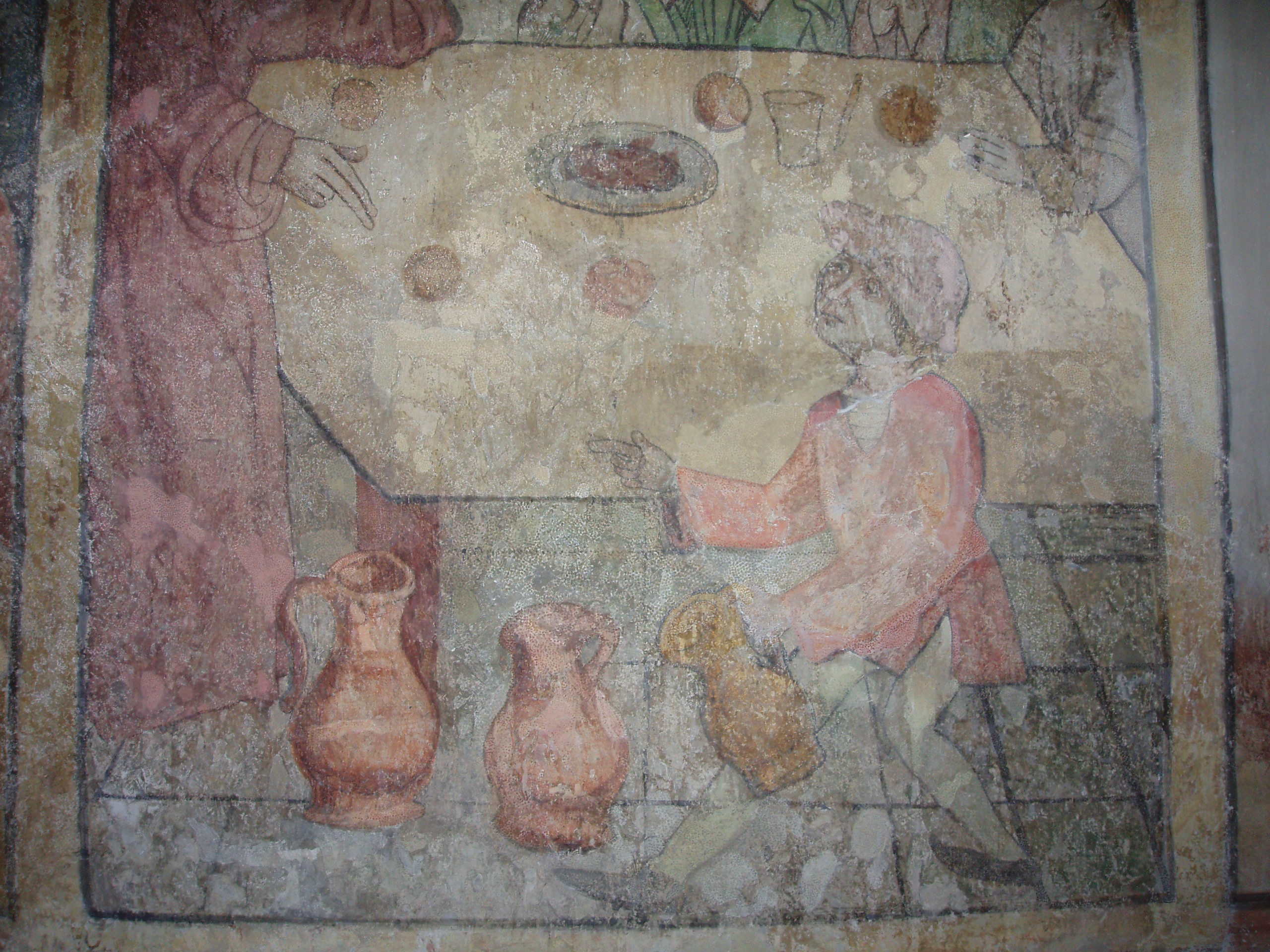
Hochzeit zu Kana, untere Hälfte